# Srđan Kalember
Srđan Kalember (en serbe : Срђан Калембер), né le 5 juin 1928, à Sarajevo, en République socialiste de Bosnie-Herzégovine et mort le 2 février 2016, à Belgrade, en Serbie, est un ancien joueur et entraîneur yougoslave de basket-ball. Il est le mari de Nataša Bebić.

## Palmarès
Joueur
- Champion de Yougoslavie 1946, 1947, 1948, 1949, 1950, 1951, 1952, 1953, 1954

Entraîneur
- Coupe de Yougoslavie 1972